# Mojotorillo
Mojotorillo ist eine Ortschaft im Departamento Potosí im südamerikanischen Anden-Staat Bolivien.

## Lage im Nahraum
Mojotorillo ist sechstgrößter Ort des Kanton Betanzos im Municipio Betanzos in der Provinz Cornelio Saavedra. Die Ortschaft und liegt auf einer Höhe von 3190 m am Río Jachcha Llullu, der flussabwärts in den Río Khnoa Paya mündet, einem Zufluss des Río Miculpaya.

## Geographie
Mojotorillo liegt zwischen dem bolivianischen Altiplano im Westen und der Cordillera Central im Osten. Das Klima der Region ist ein typisches Tageszeitenklima, bei dem die Temperaturschwankungen im Tagesverlauf stärker ausfallen als im Jahresverlauf.
Die Jahresdurchschnittstemperatur in den Tallagen der Region beträgt etwa 17 °C (siehe Klimadiagramm Betanzos), die Monatswerte schwanken nur unwesentlich zwischen 14 °C im Juni/Juli und 19 °C von November bis Januar. Die jährliche Niederschlagsmenge liegt bei knapp 500 mm, die Monate Mai bis September sind arid mit Monatswerten unter 15 mm, nur im Januar wird ein Niederschlag von 100 mm erreicht.

## Verkehrsnetz
Mojotorillo liegt in einer Entfernung von 36 Straßenkilometern östlich von Potosí, der Hauptstadt des Departamentos.
An Mojotorillo vorbei führt die überregionale Nationalstraße Ruta 5, die von La Palizada im Departamento Santa Cruz über Sucre und Betanzos weiter nach Potosí, Ticatica, Pulacayo und Uyuni bis an die Grenze von Chile führt.

## Bevölkerung
Die Einwohnerzahl der Ortschaft ist in den vergangenen beiden Jahrzehnten auf kaum mehr als die Hälfte zurückgegangen:
| Jahr | Einwohner         | Quelle       |
| ---- | ----------------- | ------------ |
| 1992 | keine Detaildaten | Volkszählung |
| 2001 | 474               | Volkszählung |
| 2010 | 263               | Volkszählung |
| 2024 |                   | Volkszählung |